# Kloramin
Kloramin eller monokloramin är en kemisk förening av väte, kväve och klor. Den har kemisk formel NH2Cl.

## Egenskaper
Kloramin är i ren form mycket instabilt och sönderfaller redan vid -40 °C. Löst i vatten är den dock stabil.

## Framställning
Kloramin framställs vanligen genom att neutralisera hypokloritsyra (HClO) med ett överskott av ammoniak (NH3).
{\displaystyle {\rm {HClO+NH_{3}\rightarrow NH_{2}Cl+H_{2}O}}}
Trots överskottet av ammoniak bildas även dikloramin och trikloramin. Ren kloramin fås genom att blanda fluoramin (NH2F) med kalciumklorid (CaCl2).
{\displaystyle {\rm {NH_{2}F+CaCl_{2}\rightarrow NH_{2}Cl+CaClF}}}

## Användning
Kloramin används främst för rening av dricksvatten. Kloramin är orsaken till att det ibland luktar "badhus" i bassänger. 
Kloramin används också för framställning av hydrazin.